# Ständerat

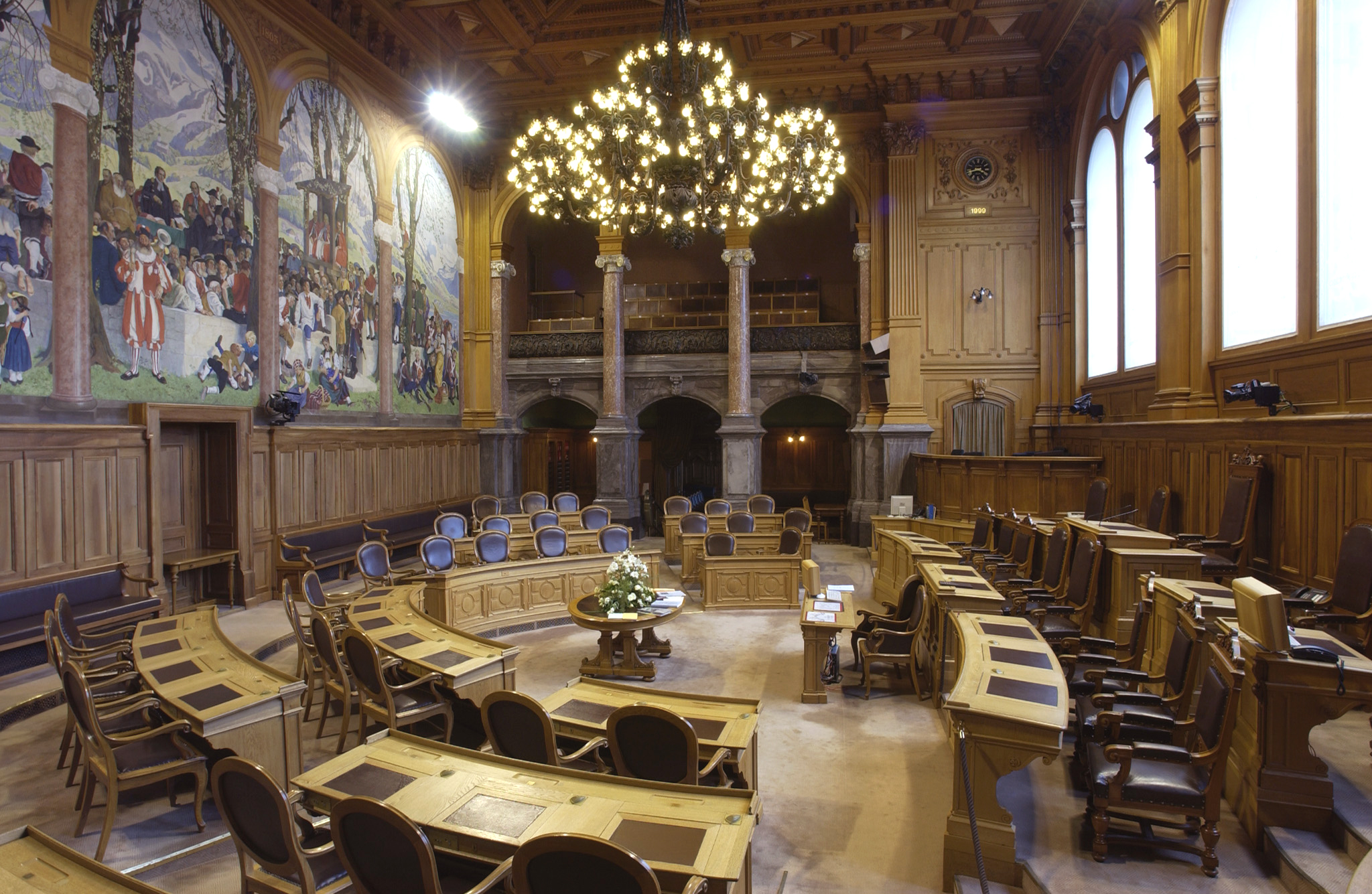
Ständeratssaal

Der Ständerat (französisch Conseil des États, italienisch Consiglio degli Stati, rätoromanisch Cussegl dals Stadis oder Cussegl dals chantuns) ist die kleine Kammer der Bundesversammlung, des Parlaments der Schweizerischen Eidgenossenschaft. Der Name kommt von Stand, der alten Bezeichnung für die Schweizer Kantone.
Da es im Ständerat mehr altgediente Politiker gibt als in der anderen Parlamentskammer, dem Nationalrat, wird er in der Deutschschweizer Umgangssprache auch mit dem ursprünglich berndeutschen Wort Stöckli (Auszugshaus) benannt.

## Mitgliederzahl

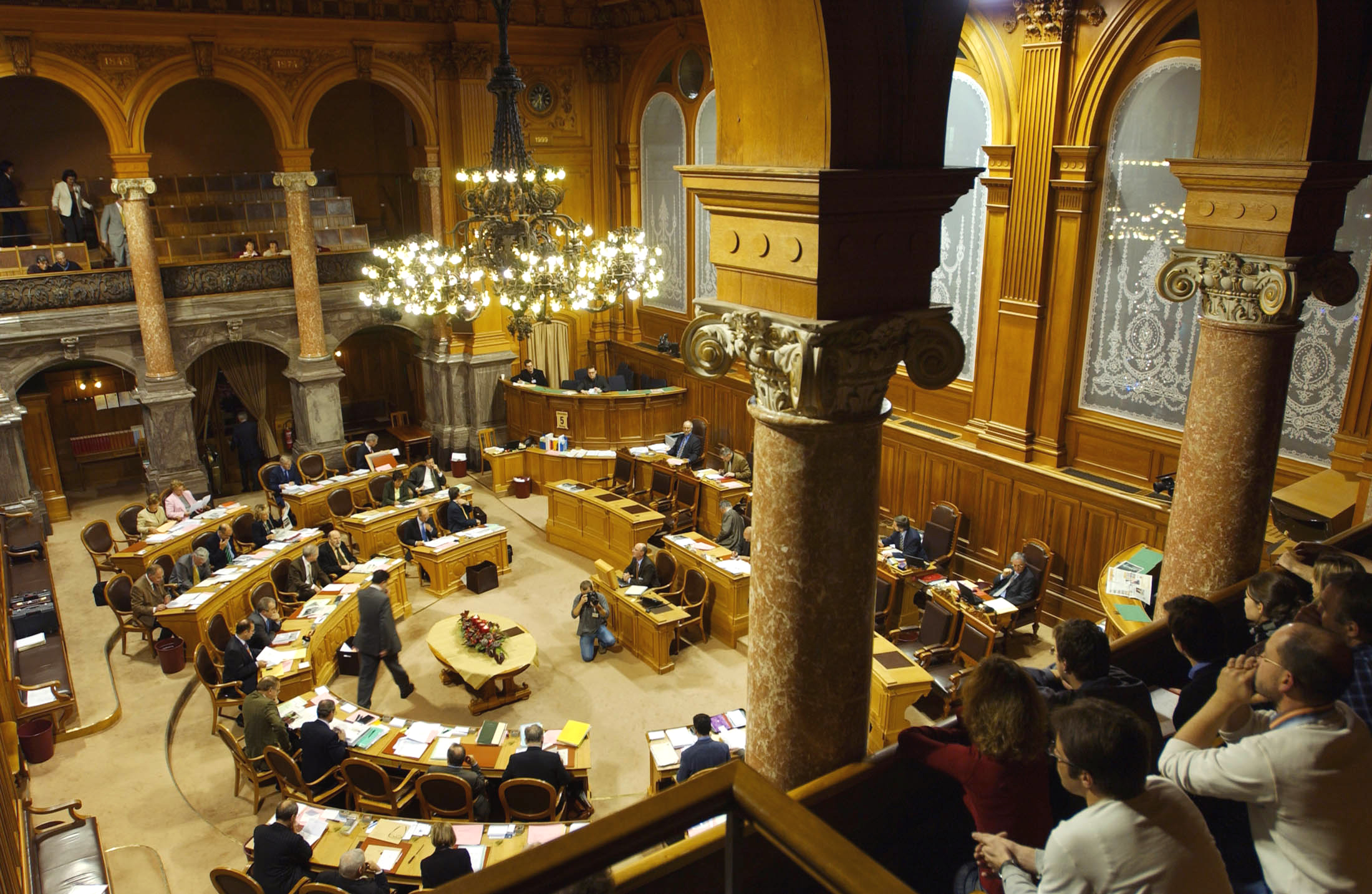
Der Ständeratssaal während einer Sitzung

Der Ständerat besteht aus 46 Mitgliedern, je einem für jeden der früher Halbkanton genannten Kantone (Basel-Landschaft, Basel-Stadt, Nidwalden, Obwalden, Appenzell Ausserrhoden und Appenzell Innerrhoden) und je zwei für alle anderen Kantone. Der Kanton Zürich hat mit 1,5 Millionen Einwohnern also im Ständerat das gleiche Gewicht wie Uri mit 37'000 Einwohnern. Die Mitglieder des Ständerats werden als Ständerätinnen und Ständeräte bezeichnet (siehe auch Frauenanteile im Ständerat ab 1971).
| Abk | Kanton                 | Sitze | Bevölkerung 31. Dezember 2023 | pro Sitz | zu ZH |
| --- | ---------------------- | ----- | ----------------------------- | -------- | ----- |
| ZH  | Zürich                 | 2     | 1'605'508                     | 802'754  | 1     |
| BE  | Bern                   | 2     | 1'063'533                     | 531'767  | 2     |
| LU  | Luzern                 | 2     | 432'744                       | 216'372  | 4     |
| UR  | Uri                    | 2     | 37'931                        | 18'966   | 42    |
| SZ  | Schwyz                 | 2     | 167'403                       | 83'702   | 10    |
| OW  | Obwalden               | 1     | 39'272                        | 39'272   | 20    |
| NW  | Nidwalden              | 1     | 45'016                        | 45'016   | 18    |
| GL  | Glarus                 | 2     | 42'056                        | 21'028   | 38    |
| ZG  | Zug                    | 2     | 132'556                       | 66'278   | 12    |
| FR  | Freiburg               | 2     | 341'537                       | 170'769  | 5     |
| SO  | Solothurn              | 2     | 286'844                       | 143'422  | 6     |
| BS  | Basel-Stadt            | 1     | 200'031                       | 200'031  | 4     |
| BL  | Basel-Landschaft       | 1     | 298'837                       | 298'837  | 3     |
| SH  | Schaffhausen           | 2     | 87'111                        | 43'556   | 18    |
| AR  | Appenzell Ausserrhoden | 1     | 56'495                        | 56'495   | 14    |
| AI  | Appenzell Innerrhoden  | 1     | 16'585                        | 16'585   | 48    |
| SG  | St. Gallen             | 2     | 535'114                       | 267'557  | 3     |
| GR  | Graubünden             | 2     | 204'888                       | 102'444  | 8     |
| AG  | Aargau                 | 2     | 726'894                       | 363'447  | 2     |
| TG  | Thurgau                | 2     | 295'220                       | 147'610  | 5     |
| TI  | Tessin                 | 2     | 357'720                       | 178'860  | 4     |
| VD  | Waadt                  | 2     | 845'870                       | 422'935  | 2     |
| VS  | Wallis                 | 2     | 365'844                       | 182'922  | 4     |
| NE  | Neuenburg              | 2     | 178'291                       | 89'146   | 9     |
| GE  | Genf                   | 2     | 524'410                       | 262'205  | 3     |
| JU  | Jura                   | 2     | 74'548                        | 37'274   | 22    |
| CH  | Alle                   | 46    | 8'962'258                     | 194'832  | 4     |

## Wahlverfahren
Die Bundesverfassung der Schweizerischen Eidgenossenschaft legt in Art. 150 fest, dass die Regelung der Wahl und Amtsdauer der Ständeräte in die Zuständigkeit der Kantone fällt. Somit existiert de jure im Gegensatz zum Nationalrat keine Gesamterneuerungswahl, demzufolge auch keine konstituierende Sitzung und kein Alterspräsident. Jeder Kanton ist also frei darin, den Zeitpunkt der Wahl und das Wahlverfahren für seine Ständeratsmitglieder selbst festzulegen. Unvereinbarkeitsregeln der Bundesversammlung sind seit 2003 anwendbar.
Mit der Zeit hat sich eine Vereinheitlichung des Wahlverfahrens ergeben. Vor 1874 waren die Kantonsvertreter vielerorts vom kantonalen Parlament bestimmt worden, danach bestimmten alle Kantone früher oder später als Wahlmodus die unmittelbare Wahl durch das Kantonsvolk und legten die frühere Amtsdauer von in der Regel einem Jahr auf nun einheitlich vier Jahre fest. Als letzter Kanton hat der Kanton Bern im Jahr 1977 die Volkswahl eingeführt.
Mit Ausnahme der Kantone Jura und Neuenburg, die ihre Ständeräte nach Proporz wählen, werden die Ständeräte heute in allen übrigen Kantonen mit Majorzwahl durch das Volk gewählt. Der Ständerat des Kantons Appenzell Innerrhoden wird an der Landsgemeinde gewählt; im Kanton Neuenburg können sich auch Ausländer an den Ständeratswahlen beteiligen. Seit einem Landsgemeindebeschluss gilt im Kanton Glarus das aktive Wahlrecht ab dem 16. Lebensjahr auf Gemeinde- und Kantonsebene, was eine Teilnahme an Ständeratswahlen (jedoch nicht an Nationalratswahlen) für unter 18-jährige ermöglicht. Im Kanton Glarus ist zudem das passive Wahlrecht insofern eingeschränkt, als bisherige Ständeratsmitglieder nicht wiedergewählt werden können, wenn sie das 65. Lebensjahr vollendet haben.
In allen Kantonen mit Ausnahme des Kantons Appenzell Innerrhoden findet die Wahl der Ständeräte am selben Tag statt wie die Nationalratswahl. In Appenzell Innerrhoden findet die Wahl an der traditionellen Landsgemeinde im April vor den Nationalratswahlen statt. In allen Kantonen, die den Ständerat im Majorzverfahren wählen, ist allerdings ein zweiter Wahlgang nötig, wenn im ersten Wahlgang nicht mindestens so viele Kandidaten das absolute Mehr erreicht haben, wie Sitze zu vergeben sind.
Auch in den Kantonen Graubünden und Zug fand die Wahl der Ständeräte zunächst schon ein Jahr vor der Nationalratswahl statt. Per Verfassungsänderung im Jahre 2007 übernahmen auch die Bündner und Zuger die Praxis der Mehrheit aller Kantone und wählen ihre Ständeräte parallel zur Nationalratswahl. Während jedoch Graubünden die Änderung schon auf die Wahl 2007 vornahm, trat sie in Zug erst auf die nächsten Gesamterneuerungswahlen im Jahr 2011 in Kraft.
Eine vorzeitige Auflösung des Ständerates ist nur im Falle einer vom Volk beschlossenen Totalrevision der Bundesverfassung möglich. Die vorzeitige Abwahl seiner Mitglieder ist lediglich im Kanton Uri vorgesehen. Ansonsten findet nur beim vorzeitigen Rücktritt oder beim Tod eines Ständerates eine Ersatzwahl für den Rest der Amtsperiode statt.
Als Vertreter der Kantone wurden die Ständeräte zunächst von den jeweiligen Kantonsparlamenten bestimmt. Ab 1867 begannen verschiedene Kantone, ihre Ständeräte durch das Volk zu wählen. Die Einführung der Volkswahl war ein über hundert Jahre dauernder Prozess: Der Kanton Bern führte dieses Verfahren 1977 als letzter ein, während der 1979 gegründete Kanton Jura direkt dazu überging. Die nachfolgende Tabelle zeigt das Jahr der Einführung.

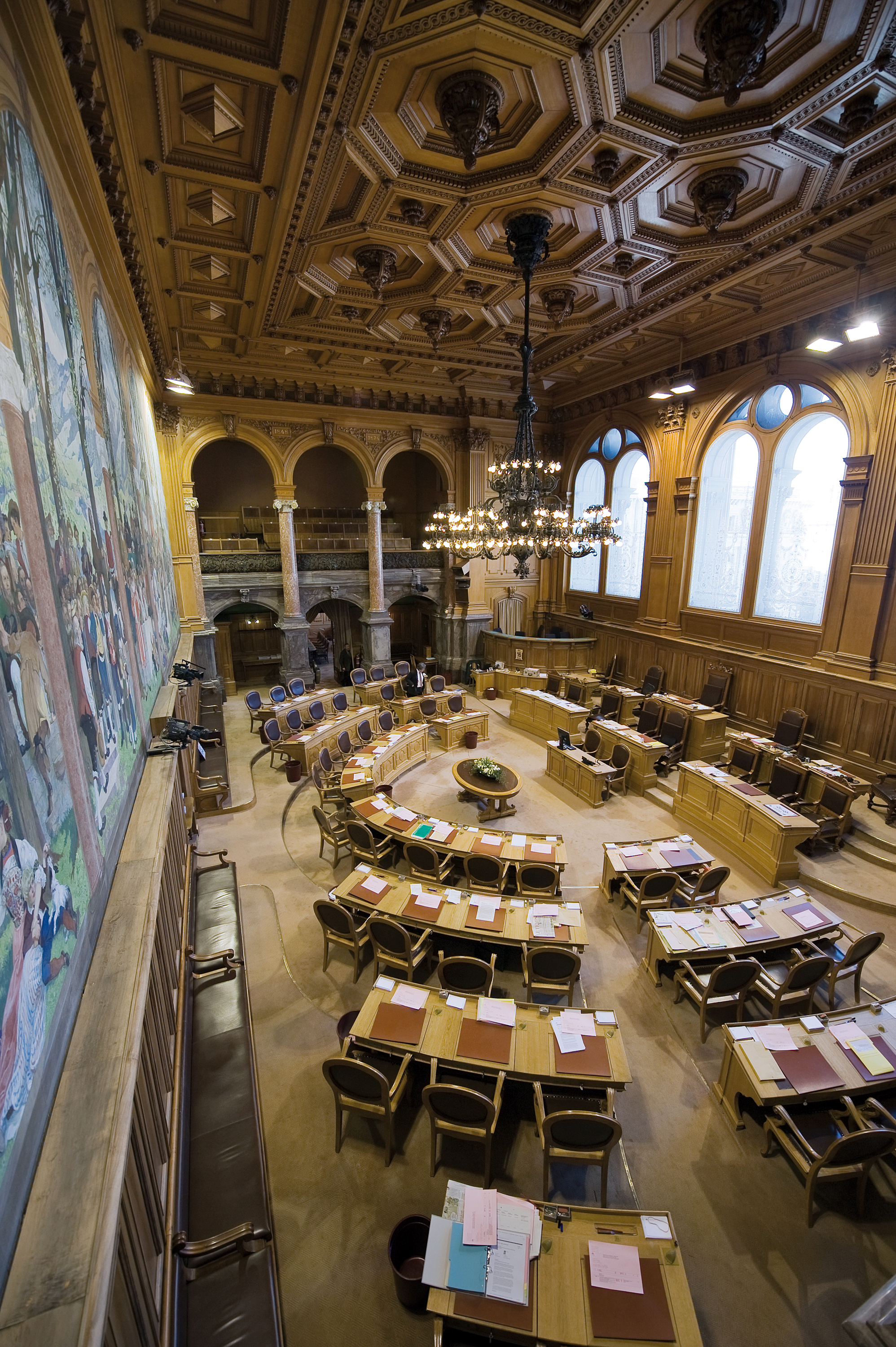
Leerer Ständeratssaal

| Kanton                 | Einführung | Kanton                | Einführung |
| ---------------------- | ---------- | --------------------- | ---------- |
| Obwalden               | 1867       | Tessin                | 1892       |
| Zürich                 | 1869       | Genf                  | 1893       |
| Solothurn              | 1869       | Appenzell Innerrhoden | 1895       |
| Thurgau                | 1869       | Schwyz                | 1898       |
| Schaffhausen           | 1876       | Luzern                | 1904       |
| Nidwalden              | 1877       | Aargau                | 1904       |
| Appenzell Ausserrhoden | 1877       | Waadt                 | 1917       |
| Graubünden             | 1880       | Wallis                | 1921       |
| Zug                    | 1881       | St. Gallen            | 1967       |
| Glarus                 | 1887       | Neuenburg             | 1971       |
| Uri                    | 1888       | Freiburg              | 1972       |
| Basel-Stadt            | 1889       | Bern                  | 1977       |
| Basel-Landschaft       | 1892       | Jura                  | 1979       |

## Parteien
Aufgrund des Wahlverfahrens unterscheidet sich die Zusammensetzung des Ständerates nach Parteien von jener im Nationalrat – seit Jahrzehnten sind die FDP sowie die Mitte die zwei stärksten Parteien, während die SVP (ebenso wie früher die SP) deutlich schwächer ist als in der grossen Kammer.
Die 46 Sitze verteilen sich wie folgt (jeweils zu Beginn der Legislaturperiode):
| Partei        | 2023 | 2019 | 2015 | 2011 | 2007 | 2003 | 1999 | 1995 | 1991 | 1987 | 1983 | 1979 | 1975 | 1971 | 1967 |
| ------------- | ---- | ---- | ---- | ---- | ---- | ---- | ---- | ---- | ---- | ---- | ---- | ---- | ---- | ---- | ---- |
| Die Mitte/CVP | 15   | 13   | 13   | 13   | 15   | 15   | 15   | 16   | 16   | 21   | 18   | 19   | 18   | 17   | 18   |
| FDP           | 11   | 12   | 13   | 11   | 12   | 14   | 18   | 17   | 18   | 14   | 14   | 11   | 14   | 15   | 15   |
| SP            | 9    | 9    | 12   | 11   | 9    | 9    | 6    | 5    | 3    | 4    | 6    | 9    | 6    | 4    | 2    |
| SVP           | 6    | 6    | 5    | 5    | 7    | 8    | 7    | 5    | 4    | 4    | 5    | 5    | 5    | 5    | 6    |
| Grüne         | 3    | 5    | 1    | 2    | 2    | –    | –    | –    | –    | –    | –    | –    | –    | –    | –    |
| GLP           | 1    | –    | –    | 2    | 1    | –    | –    | –    | –    | –    | –    | –    | –    | –    | –    |
| BDP           | –    | –    | 1    | 1    | –    | –    | –    | –    | –    | –    | –    | –    | –    | –    | –    |
| LPS           | –    | –    | –    | –    | –    | –    | –    | 2    | 3    | 2    | 3    | 2    | 1    | 2    | 2    |
| LdU           | –    | –    | –    | –    | –    | –    | –    | 1    | 1    | 1    | 1    | –    | –    | –    | –    |
| übrige        | 1    | 1    | 1    | 1    | –    | –    | –    | –    | 1    | –    | –    | –    | –    | –    | –    |

Anmerkungen
1. ↑  Der Kanton Jura wurde 1979 gegründet, daher stieg die Anzahl Ständeräte von 44 auf 46.
2. ↑  Erste Wahl nach Umbenennung von CVP und Fusion mit der BDP
3. ↑  3 Sitze für Bauern-, Gewerbe- und Bürgerpartei, 3 für Demokratische Parteien aus den Kantonen Glarus und Graubünden. Diese Parteien schlossen sich 1971 zur Schweizerischen Volkspartei zusammen.
4. ↑  Fusion mit der CVP zu Die Mitte im Jahre 2021
5. ↑  Fusion mit der FDP im Jahre 2009.
6. ↑  Auflösung am 4.12.1999
7. ↑  Mouvement citoyens genevois
8. 1 2 3  parteilos
9. ↑  Lega dei Ticinesi

## Aufgaben und Zuständigkeiten
Ständerat und Nationalrat nehmen gemeinsam die Aufgaben der Bundesversammlung wahr und besitzen dieselben Zuständigkeiten.

## Sessionen
Für Ständerat und Nationalrat gelten dieselben Regeln für die Durchführung der Sessionen.

## Verfahren
Für Ständerat und Nationalrat gelten dieselben allgemeinen Verfahrensregeln.

## Parlamentarische Instrumente, Vorstösse
Ständerat und Nationalrat verfügen über dieselben parlamentarischen Instrumente.

## Organe
Ständerat und Nationalrat sind Organe der Bundesversammlung; die Regelungen für ihre internen Organe (Präsidium, Büro, Kommissionen, Fraktionen) sind weitgehend identisch.

## Einkommen und Entschädigungen
Bis zur Änderung vom 21. Juni 2002 des Entschädigungsgesetzes oblag die Entschädigung der Ständeräte zum grösseren Teil den Kantonen. Seit dann ist der Bund dafür zuständig, wie bereits seit 1848 auch für die Entschädigung der Nationalräte.

## Öffentlichkeit des Ratsbetriebs und Offenlegungspflichten der Ratsmitglieder
Die Verhandlungen von Nationalrat und Ständerat werden im Internet live übertragen und im «Amtlichen Bulletin» publiziert. Zu jeder Abstimmung wird in beiden Räten die Stimmabgabe jedes Ratsmitglieds veröffentlicht. Für die Ratsmitglieder bestehen verschiedene Offenlegungspflichten; z. B. müssen sie ihre beruflichen Tätigkeiten ausserhalb des Parlaments, insbesondere in Verwaltungsräten und ähnlichen Gremien in einem öffentlichen Register eintragen. Ein weiteres öffentliches Register informiert über die Ausweise für einen dauerhaften Zutritt zum Bundeshaus, welche jedes Ratsmitglied für zwei Gäste (z. B. Lobbyisten) ausstellen lassen kann. Kommissionssitzungen sind grundsätzlich nicht öffentlich.

## Mitglieder
Für die aktuellen Ständeratswahlen siehe Schweizer Parlamentswahlen 2023 (Kontext) sowie Resultate der Ständeratswahlen (2023–2027) (genaue Resultate).

## Geschichte
Die Rolle des Ständerates als Kantonsvertretung schälte sich in den Vorarbeiten zur ersten Bundesverfassung von 1848 heraus. Der konservativen Konfliktpartei im Sonderbundskrieg lag viel daran, den Kantonen eine gewisse staatliche Souveränität zu bewahren. Als Kompromiss billigten die siegreichen Liberalen der Gegenpartei als Ersatz für die Tagsatzung den Ständerat zu, der mit seiner Stimmenparität aller Kantone den vorab kleinen Sonderbundskantonen ein überproportionales Stimmengewicht verlieh und damit im neu geschaffenen Bundesstaat einen Ausgleich zum Nationalrat schuf. Das System war allerdings nicht selber erfunden, sondern imitierte unübersehbar das Zweikammersystem der US-amerikanischen Verfassung. Im Gegensatz zu der seit dem Mittelalter tradierten Tagsatzung stimmen die Mitglieder des Ständerates jedoch nicht nach Weisungen (Instruktionen) der Kantone, sondern nach eigenem politischem Ermessen und politisch-ökonomischer Interessenlage respektive Parteizugehörigkeit.
In den ersten Jahren des Bundesstaats versammelte sich der Ständerat im Rathaus zum Äusseren Stand an der Zeughausgasse. 1858 zog er um in das neu errichtete «Bundes-Rathaus» (heute Bundeshaus West); seit 1902 tagt er im Parlamentsgebäude.